# Milan Marcus
Milan Marcus (* 11. Januar 1987 in Duisburg) ist ein deutscher Schauspieler.

## Leben
Milan Marcus ist der Sohn der Schauspielerin Sabine Marcus und spielt seit dem Kindesalter in Serien wie in Notruf oder Die Wache. Er wirkte auch in mehreren Kurzfilmen und in Werbespots mit. Von Dezember 2004 bis November 2008 war er in der ARD-Vorabendserie Verbotene Liebe als Constantin von Lahnstein zu sehen. In der gleichen Rolle kehrte er bis zum Jahr 2011 noch viermal in die Serie für Gastauftritte zurück. Von Januar (Folge 4186) bis Mai 2024 (Folge 4256) spielte er in der ARD-Telenovela Sturm der Liebe die Rolle des Tom Dammann.
Milan Marcus lebt in Köln. Neben seiner Muttersprache Deutsch spricht er auch Englisch und Französisch.

## Filmografie
- 1996: Mit einem Bein im Grab (Fernsehserie)
- 1998: Notruf (Fernsehserie)
- 2001–2002: Die Wache (Fernsehserie, 2 Folgen)
- 2002: Die Jugendpsychologen
- 2002: Streit um drei (Fernsehserie)
- 2004–2008, 2009, 2010–2011: Verbotene Liebe (Fernsehserie)
- 2008: 112 – Sie retten dein Leben (Fernsehserie)
- 2013: Der Medicus
- 2024: Sturm der Liebe (Fernsehserie)